# Rhamphomyia physoprocta
Rhamphomyia physoprocta är en tvåvingeart som beskrevs av Frey 1913. Rhamphomyia physoprocta ingår i släktet Rhamphomyia och familjen dansflugor. Arten är reproducerande i Sverige. Inga underarter finns listade i Catalogue of Life.